# Premier League Malti 1933-1934
Il campionato era formato da sole due squadre e lo Sliema Wanderers vinse il titolo. Non vi furono retrocessioni.

## Classifica finale
| Pos. | Squadra          | G | V | N | P | GF | GS | Punti |
| ---- | ---------------- | - | - | - | - | -- | -- | ----- |
| 1    | Sliema Wanderers | 4 | 2 | 1 | 1 | 6  | 4  | 5     |
| 2    | Hibernians F.C.  | 4 | 1 | 1 | 2 | 4  | 6  | 3     |